# Gökdeniz Karadeniz
Gökdeniz Karadeniz (* 11. ledna 1980, Giresun) je turecký fotbalista a bývalý reprezentant. Hraje na pozici ofenzivního záložníka v klubu FK Rubin Kazaň.

## Klubová kariéra
S Trabzonsporem získal dvakrát turecký pohár (2002/03 a 2003/04). V březnu 2008 přestoupil do ruského týmu FK Rubin Kazaň, kde pokračoval ve sbírání trofejí (vyhrál ruskou Premier Ligu, ruský fotbalový pohár a ruský Superpohár).

## Reprezentační kariéra
V A-týmu Turecka debutoval 30. 4. 2003 v přátelském utkání v Teplicích s domácím týmem České republiky (porážka 0:4).
S tureckou reprezentací získal bronzovou medaili na evropském šampionátu roku 2008 v Rakousku a Švýcarsku.
Celkem odehrál v letech 2003–2008 za turecký národní tým 50 zápasů a vstřelil 6 gólů.